# Ägidius Gutbier
Ägidius Gutbier (* 1. September 1617 in Weißensee; † 27. September 1667 in Ufhoven) war ein deutscher Theologe, Orientalist und Gymnasiallehrer.

## Leben
Gutbier war Sohn des Bürgermeisters von Weißensee, wurde allerdings bereits in jungen Jahren Waise. Er besuchte zunächst die Schule in Weißensee, dann die Klosterschule Roßleben und schließlich die Lateinschule von Quedlinburg, bevor er als Hauslehrer nach Riga ging. 1645 nahm er das Studium an der Universität Rostock auf. Es folgten Studienjahre an den Universitäten von Königsberg und Leyden. In Leyden war unter anderem Schüler von Hiob Ludolf, Jacob Golius, Daniel Heinsius und Marcus Zuerius van Boxhorn. Anschließend ging er weiter an die University of Oxford sowie nach Paris.
Gutbier zog nach seinem langjährigen Studium nach Hamburg, wo er zunächst wieder als Hauslehrer tätig war. Anschließend wurde er 1652 Professor der orientalischen Sprachen am dortigen Akademischen Gymnasium. Rufe nach Helmstedt und Uppsala lehnte er ab. Dafür erhielt er 1660 noch die Professur für Logik, die bis dahin Joachim Jungius innehatte.
1660 wurde Gutbier an der Universität Gießen zum Dr. theol. promoviert. Um seine Werke zu seiner Zufriedenheit drucken zu können, gründete er 1664 eine eigene Druckerei in seinem Haus in Hamburg, die bis zu seinem Tod bestand.
Auf dem Weg in seine Heimat nach Thüringen wurde er plötzlich vom Tod überrascht.

## Werke (Auswahl)
- Novum Jesu Christi Testamentum Syriace cum punctis, vocalibus et versione latine Matthaei. Hamburg 1663–1664.
- Lexicon Syriacum, continens omnes N. T. Syriaci dictiones et particulas. Hamburg 1667.
- Notae criticae in N. T. Syriacum. Hamburg 1667.